# Jang Sun-jae
Jang Sun-jae ou Jang Seon-jae (Gyeonggi, 14 de dezembro de 1984 ) é um ciclista olímpico sul-coreano. Sun-jae representou sua nação nos Jogos Olímpicos de Verão de 2012 na prova de perseguição por equipes, em Londres.